# Еріадор
Еріадор (англ. Eriador; синд. Eriador, у перекладі — «Самотні Землі») — у творах Дж. Р. Р. Толкіна «Сильмариліон» і «Володар перснів» — велика область на північному заході Середзем'я, розташована між Ліндоном та Синіми Горами на заході та Рованіоном й Імлистими Горами на сході.
Еріадор був домом для усіх без винятку Вільних народів Середзем'я, а також місцем багатьох важливих подій Другої та Третьої Епох. Наприкінці Третьої Епохи переважну більшість його населення складали гобіти з Ширу та Краю Брі.

Мапа Еріадору

## Географія

### Межі та кордони

#### У Першу Епоху

Еріадор у Першу Епоху

З робіт Толкіна відомо, що у Першу Епоху Сині Гори були значно значно більші та довші, ніж у наступні часи, а Імлисті Гори були створені Морґотом ще до приходу ельфів, аби перешкодити Ороме, який часто навідувався до Середзем'я у мисливських справах. Схилами Синіх та Імлистих гір у Першу Епоху окреслювалися західні та східні межі Еріадору.
Еред-Енґрін (Залізні Гори), які простягалися північним краєм Середзем'я вузькою смугою з заходу на схід, становили північну межу Еріадору та відділяли його від земель вічного холоду.
Не досить зрозуміло, де у Першу Епоху проходив південний кордон Еріадору. Немає достовірної інформації навіть про те, чи у ті часи існували річки Сірий Потік (Ґватло) та Луїн. Однак, ймовірно, що, якщо Сірий Потік і існував тоді, то він протікав по тому ж самому річищу, що й у Другу та Третю Епохи: через Еріадор майже до південного краю Синіх Гір, впадаючи у Море на захід від Білих Гір.

#### У Другу та Третю Епохи
Як розповідається у додатках до «Володаря Перстенів»:
|  | Еріадором у давнину називались усі землі між Імлистими та Синіми Горами; на півдні кордони проходили по річках Сірий Потік і Ґландуїн, які зливалися біля Тарбада. |

У Другу, Третю та на початку Четвертої Епохи кордонами Еріадору були, відповідно:
- на півночі: Льодова затока Форохель;
- на північному сході та сході: Імлисті Гори (Хітаеґлір);
- на південному сході: річка Ґландуїн;
- на півдні: річка Сірий Потік (Ґватло або Ґватір);
- на південному заході: Велике Море (Белеґаер);
- на заході та північному заході: Сині Гори (Еред-Луїн або Еред-Ліндон).

### Територія
Еріадор був великою, переважно низовинною областю. У своєму найширшому місці він простягався на близько 675 миль зі сходу на захід, близько 690 миль з півночі на південь, на 740 миль з північного сходу на південний захід та на 750 миль з північного заходу на південний схід.
Пагорби та кряжі знаходилися переважно у землях Арнору та Ширу та на східному узграниччі поблизу відрогів Імлистих Гір. На півдні та південному сході землі були, переважно, рівнинні з багатьма заплавами. На високогір'ї розташовувалися Рівенділ та Тролівські кряжі.
Загалом, на півночі та північному сході територію Еріадору вкривали переліски та густі чагарники. Решта території була, переважно, рівнинна й поросла травою.

### Клімат
Клімат Еріадору загалом був досить вологим, з теплим літом та досить м'якими зимами, які, втім, інколи могли бути й дуже суворими та сніжними. Вітри дули з Моря, приносячи до області вологу та опади. Однак у північній частині крижаний вітер, переважно, дув з півночі, що також мало певний вплив на темтешній клімат.

### Природні об'єкти

Зелений Шлях (художник Matěj Čadil)

Східна дорога (художник Matěj Čadil)

#### Річки
Найважливішими річками Еріадору були: Лун (синд. Lhûn), яка текла через Сині Гори та у місці свого впадіння утворювала Затоку Лун, Брендівинна (синд. Baranduin), яка починалася з озера Вечорового (синд. Nenuial) та протікала східним та південним узграниччям Ширу, та Сірий Потік (синд. Gwathló), який у Другу та Третю Епоху був південною межею області. Територією Еріадору протікали також інші річки: Ґландуїн, що починався у Ереґіоні (Краю Гостролиста) та впадав у Сірий Потік вище Тарбада, утворюючи заболочені низькоділля Лебедіні (синд. Nîn-in-Eilph), Бруїнен (Шумна), яка протікала поблизу Рівендолу, Сиводжерельна (Мітейтель), що брала свій початок у Тролівських кряжах, і на якій знаходився Останній міст, Верболозка у Пралісі, Вода, а також Річка, Будяковий струмок та інші дрібні річки й струмки Ширу, які впадали у Брендівинну.

#### Інші природні об'єкти
У центральній частині Еріадору знаходилося багато пагорбів та пагористих гряд, таких, як, наприклад, Емін-Берайд, Вечорові пагорби (Емін-Уял), Грозогори, а також Далекі схили, Білі Схили, Південні та Північні Схили та Великі Кургани (Тирн-Ґортад). Карен Вінн Фонстад у своєму атласі зазначає, що «довгі пасма (пагорбів) утворювали концентричні кола».
Не зважаючи на інтенсивну вирубку, здійснену нуменорцями у Другу Епоху, у Еріадорі наприкінці Третьої Епохи усе ще залишалися окремі терени, укриті лісом, як-от: Праліс на східному кордоні Ширу, Лісовий Кут, Чет-ліс біля Брійського пагорба, Тролівські чагарі, а також Ерін-Ворн у Мінгіріаті.
Ереґіон отримав свою другу назву «Край Гостролиста» через те, що на його території росла велика кількість цих дерев.
Серед інших природних об'єктів у Еріадорі варто виділити Комарині Мочарі, а також Очеретяну твань та Межеві болота у Ширі.

#### Дороги та шляхи
Східно-Західна дорога перетинала Еріадор з заходу на схід, з'єднуючи Рівенділ з Сірими Гаванями. Північна дорога (Зелений Шлях) починався у Форності та йшов на південь, зв'язуючи Арнор з Ґондором. Обидва ці шляхи перетиналися у Брі.

#### Поселення
Головними поселеннями ельфів у Еріадорі були Сірі Гавані, Ост-ін-Еділ у Ереґіоні та Рівенділ. Дунадани жили у Аннумінасі, Форності та на Грозогорах. Також існували невеличкі поселення людей у Краю Брі та стародавні нуменорські порти Лонд-даер Енед, раніше знаний як Віньялонде, та Тарбад.

## Населення Еріадору

### Вільні народи
З робіт Толкіна відомо, що у Еріадорі проживали представники усіх п'яти Вільних народів, включаючи гобітів:
- Гноми — починаючи ще з Першої Епохи і надалі жили у копальнях та чертогах на східних схилах Синіх Гір, де колись існували їхні міста Ноґрод та Белеґост, а також у Казад-Думі[13].
- Ельфи — серед яких були нандори (лісовий народ) у Першу Епоху[14], нолдори у Другу Епоху у Ереґіоні (750–1697 роки) та Рівендолі (починаючи з 1697 року)[15][16].
- Енти — які подорожували великим лісовим масивом, що колись у Другу Епоху вкривав майже усі землі Еріадору та був винищений нуменорськими вирубками та вояками Саурона[17].
- Гобіти — уперше з'явилися у Еріадорі близько 1150 року Третьої Епохи[18], у Краю Брі від близько 1300 року Третьої Епохи[18], у Ширі починаючи з 1601 року та надалі[18], а на Західному Пограниччі з 31 року Четвертої Епохи[19].
- Люди (Середзем'я) — Адани та Східняни прийшли у Еріадор ще у Першу Епоху, а їхні нащадки жили залишалися там до початку Четвертої, проживаючи також у Брі та Ерін-Ворні[20]. Нуменорські гавані розташовувалися у Віньялонде та Тарбаді приблизно з 800 року Другої Епохи[20], а дунаданський Арнор було засновано 3320 року Другої Епохи.

### Інші мешканці Еріадору
Серед інших істот, які населяли Еріадор, варто відмітити наступних:
- Могильні привиди — злі духи, наслані Королем-Чаклуном з Анґмару для того, аби потривожити спокій дунаданських мерців у Великих Курганах починаючи з, приблизно, 1636 року Третьої Епохи[21][22].
- Орки — про яких відомо, що вони становили частину населення Анґмару з приблизно 1300 по 1975 роки Третьої Епохи[23], а також тримали під контролем перевали через Імлисті Гори з 2480 року Третьої Епохи[18], а також, починаючи з 2740 року, періодично вторгалися у різні частини Еріадору, включаючи Шир (2474 рік)[18].
- Том Бомбадил та його дружина Золотинка, які жили на узліссі Пралісу;
- Тролі — які населяли Тролівські кряжі на північному сході Еріадору[24]. Зокрема, з трьома тролями мали пригоду Більбо та Торін Дубощит і Компанія під час своєї подорожі до Самотньої Гори (2941 рік)[25]
- Вовки — у 2327 році Третьої Епохи вбили проводаря слідопитів Араґорна І та відтоді становили небезпеку для мандрівників[22]. Велике вторгнення вовків до Еріадору сталося 2911 року у Довгу Зиму, коли вони по замерзлій кризі Брендівинної перейшли до Ширу[18].

## Історія

### Прадавні часи
Ще до початку Першої Епохи три роди Ельфів пройшли землями Еріадору під час свого походу до Белеріанду, звідки мали відплисти до Валінору. Першими йшли Ваньяри, а одразу за ними — Нолдори, однак третій рід, Телери, затримався й рухався вперед лише по волі свого ватажка Ельве, який прагнув повернутися до Валінору.
Однак не всі Телери прийшли на захід, позаяк, коли їхній гурт досягнув берегів Андуїна, Ленве увів певну частину Телерів на південь, де вони стали Нандорами. Деякі з них пізніше увійшли до Еріадору й якийсь час жили там, доки Денетор, син Ленве, не привів усіх, кого зміг зібрати, до Оссіріанду, де вони стали відомі як Лаїквенді.
Наступними після Ельфів до Еріадору прийшли гноми з родів Рудобородих та Широкозадих. Після пробудження під горою Долмед, вони також опинилися у Белеріанді, де уперше зіткнулися з Синдарами близько 1250 року. Їхніми зусиллями було збудовано два великих міста Ноґрод та Белеґост у Синіх Горах, звідки ельфи Белеріанду отримували більшу частину зброї у війнах проти Морґота.

### Перша Епоха
310 року Першої Епохи перші люди з Дому Беора увійшли до Белеріанду з Еріадору, де їх знайшов Фінрод Фелаґунд. Ці люди швидко заприятелювали з Ельфами та поступили до них на службу, однак Береґ, Беорів праправнук, був незадоволений цим і увів своїх прибічників назад до Еріадору.
У часи Першої Епохи у Еріадорі також жив народ людей, відомий як Східняни чи смуглошкірі, чиїми ватажками були Бор та Улфанґ. 463 року вони прийшли до Белеріанду, де також зустрілися з Ельфами. Народ Бора поступив на службу до Феанорових синів Маедроса та Маґлора, однак Улфанґ та його сини зрадили Ельфів та аданів у Нірнает Арноедіад, незважаючи на свою клятву Карантирові, послуживши тим самим здійсненню лихих планів Морґота.

### Друга Епоха

Ост-ін-Еділ

#### Ельфи та Нуменорці
Після Війни Гніву та знищення Белеріанду багато Ельфів переселилися до Аману, у той час, як уцілілим аданам було подаровано нову батьківщину на створеному для цього острові Нуменор. Ті з Ельфів, що не побажали переселятися до Валінору, перейшли до Еріадору, і близько 750 року Другої Епохи заснували королівство Ереґіон на південному сході.
Року 600 перші нуменорські кораблі з'явилися поблизу берегів Середзем'я. Коли звістка про це досягла людей Еріадору, вони були збентежені та налякані. На Емін-Берайд нуменорців зустріло лише двадцятеро місцевих мешканців, у яких прибульці з-за Моря упізнали свою далеку рідню, позаяк нуменорці дізналися, що ці люди жили у пагорбах на схід від Барандуїна та ймовірно доводилися нащадками народам Беора та Гадора, що ніколи не бували за Синіми Горами.
725 року Алдаріон уперше побував у Ліндоні та Еріадорі та заприятелював з Ґіл-ґаладом. Він багато разів плавав до Середзем'я та заснував на берегах Ґватіра гавань Віньялонде, знану пізніше під іменем Лонд-даер Енед. Пізніше, це дуже сильно допомогло у війні проти Саурона.
Як мореплавець, Алдаріон відчував велике бажання будувати кораблі, і задля цього розпочав масштабні вирубки лісів у Енедвайті та Мінгіріаті. Це неабияк розлютило місцеве населення, яке змушене було тікати з насиджених місць, зокрема, на мис Ерін-Ворн.

#### Війна з Сауроном
Нолдори з Ереґіону заприятелювали з гномами Казад-Думу, від чого сильно виграли обидва народи, і між Ост-ін-Еділом, столицею Краю Гостролиста, та західними воротами Морії виник жвавий рух. У Ереґіоні під проводом Келебрімбора, онука Феанора, ковалі-нолдори зробилися вправними у багатьох науках, утворивши гільдію Ґвайт-і-Мірдайн (Народ Каменеділів).
Тоді Саурон прийшов до них у подобі Анатара («Дарувальника») та зробився бажаним гостем у Ереґіоні, багато чому навчивши нолдорів. 1500 року Другої Епохи, коли знання та уміння Ґвайт-і-Мірдайн сягнули свого апогею, вони почали створювати Персні Влади. Однак у 1600 році Саурон таємно викував у полум'ї Ородруїну Єдиний Перстень, аби підкорити собі усі інші Персні Влади.
Коли він одягнув його на руку, Ґвайт-і-Мірдайн зрозуміли, що їх зрадили. Саурон вимагав віддати йому усі інші Персні Влади, однак отримав відмову, через що 1693 року між ним та Ельфами Ереґіону розпочалася війна, що призвела до масштабного вторгнення до Еріадору у 1695 році.
Року 1697 загинув Келебрімбор, а Ереґіон зазнав спустошення. Елронд заснував укриття у Імладрісі, де до кінця війни тримав оборону проти військ Саурона. Усі інші землі Еріадору було захоплено у період до 1699 року.
Ґіл-ґалад відправив вісників до Короля Тар-Мінастіра у Нуменор, благаючи про допомогу, однак, коли нуменорські кораблі з'явилися біля берегів Середзем'я у 1700 році, Саурон уже був готовий здійснити вторгнення у Ліндон. Сили союзників на чолі з Ґіл-ґаладом, Елрондом та Кірьятуром, понісши перед тим тяжки втрати у Сарн-Форді, розбили Сауронові війська у Битві при Ґватло, а сам Темний Володар ледве встиг утекти. Утім, Еріадор зазнав жахливих руйнувань, оскільки багато місцевих мешканців загинули від рук Сауронових поплічників, які також сплюндрували навколишні землі та спалили більшість лісів, що ще залишалися на той час у Еріадорі.

#### Останній Союз
Протягом Другої Епохи нуменорці поступово зміцнювали свою владу над Середзем'ям, будуючи на узбережжі свої порти та гавані. Зрештою, їхньому останньому королеві Ар-Фаразону вдалося перемогти сили Саурона, а його самого доставити у Нуменор як полоненого. Однак Сауронові вдалося підступами та обманом утвердити свій вплив над більшістю мешканців Острову та переконати Ар-Фаразона кинути виклик Валарам, порушивши заборону плавати на захід. Це призвело до затоплення Нуменору та зміни обрисів світу, який з плаского перетворився на кулеподібний.
Лише невеликій частині нуменорців, так званим «Вірним», удалося врятуватися та 3320 року заснувати під проводом Еленділа у Середзем'ї свої королівства у вигнанні: Арнор у Еріадорі на півночі та Ґондор на півдні.
Саурон, якому також вдалося уціліти, повернувся до Мордору та 3429 року Другої Епохи напав на Мінас-Ітіль та спалив Біле Дерево. Ісілдур, старший син Еленділа, утік на північ та приєднався до свого батька у Арнорі, де той тримав раду з Ґіл-ґаладом щодо укладення союзу у боротьбі проти Темного Володаря, позаяк обидва розуміли, що здолати Ворога можна буде лише спільними зусиллями. 3430 року такий союз, що отримав назву Останнього, було укладено, а 3431 року Еленділ та Ґіл-ґалад зі своїми військами машерували до Рівендолу, і то була найбільша та найславетніша армія, яку будь-коли бачило Середзем'я з часів Війни Гніву.

### Третя Епоха

Тирн-Ґортад

Протягом Третьої Епохи Еріадор залишався порівняно малонаселеною областю, позаяк більшість населення поживала у центральній частині області у Арнорі, Ширі, Краю Брі або Рівендолі та використовувала як розмовну переважно Вестрон. З падінням Арнору порівняно густонаселеними залишилися землі Ширу та Краю Брі, а у інших місцях залишилися хіба що невеличкі поселення, заховані у глушині.

### Четверта Епоха
Судячи зі слів Ґандальфа, після коронації Араґорна та відновлення Возз'єднаного Королівства на землі Еріадору (зокрема, й Мінгіріат) мало чекати досить добре майбутнє. Так, у розмові з Барліманом Кременою про землі, що на захід та південь від Брі, він передбачив, що:
:
|  | І тоді знову відкриють Зелений Шлях, і королівські гінці помчать на північ, і почнеться жвавий рух, усе лихе проженуть, і там, де колись були пустища, люди оброблятимуть лани та поля. |

Після коронації Араґорна було відновлено Арнор, який разом з Ґондором утворив нове Возз'єднане Королівство.
6 року Четвертої Епохи Король Елесар спеціальним указом підтвердив самостійність Ширу як Вільного Краю під захистом Північного Скіпетру й проголосив, що ніхто з людей більше не увійде на його територію.
У 15 році Четвертої Епохи Елесар деякий час жив на берегах Вечорового озера, зустрівшись зі своїми друзями-гобітами біля Брендівинного мосту.
31 року він передав Ширу землі Західного Пограниччя між Далекими схилами та Емін-Берайдом та офіційно визнав приналежність Бакленду до Ширу.
Утім, достеменно невідомо, чи залишалися у Еріадорі якісь Ельфи, принаймні, Нолдори, протягом Четвертої Епохи.

## Походження назви
Існує, як мінімум, дві різних версії походження назви Еріадору.
На Синдаріні, яким користувалися Нолдори, вона походить від коренів eryā, «самотній, ізольований», та dor, «земля», то ж назва області має перекладатися як «дикий край».
Однак у іншому місці Толкін писав про те, що назва Еріадор утворена поєднанням вже згаданого кореня eryā, «самотній, ізольований», та синдарського eir, air, що разом означає «Самотня земля».
Обидва переклади за своїм значенням подібні на «дикі землі», згадувані у «Гобіті», утім, достеменно невідомо, чи у всіх випадках мова йде про одну й ту саму область.

## У ранніх версіях
У ранніх нарисах мап Середзем'я Еріадор спочатку носив назву «Фородвайт», яким пізніше було названо дуже холодний край на далекій півночі Середзем'я.

## Цікаві факти
Арнор у часи свого найбільшого розквіту включав у себе майже усю територію Еріадору, окрім земель за річкою Лун (Місячною) та земель на схід від Сірого Потоку та Шумної, де розташовані Рівенділ і Край Гостролиста. До складу Еріадору входили також Енедвайт та Мінгіріат.